# Área Metropolitana de Barcelona
El Área Metropolitana de Barcelona (AMB) es un organismo público intermunicipal que engloba 36 municipios limítrofes de dicha ciudad. Fue creado en 2010 y, con 3 338 800 habitantes, es una de las áreas más pobladas de la Unión Europea. No obstante, no se debe confundir esta institución con el área metropolitana real, el ámbito metropolitano de Barcelona que abarca más municipios y contiene una población de 5 108 383 habitantes según el Ministerio de Fomento y 5 797 356 según Eurostat (Comisión Europea) que ocupa el séptimo lugar de las mayores aglomeraciones urbanas de Europa y el quinto puesto en la Unión Europea, siendo el área urbana más densamente poblada de la UE. En 1968 se creó otra área metropolitana de Barcelona con 3297 km².  Tiene urbanizado el 48 % de los 636 km² que conforman su territorio. El resto está ocupado por 25 km de playas y más de 250 km² de zonas naturales. 
Ocupa una posición estratégica en el sur de Europa en el centro del corredor mediterráneo que comunica España con el resto del continente. Esta localización privilegiada le ha permitido convertirse en el epicentro del territorio catalán. Su territorio comprende los ámbitos agrícolas del delta del Llobregat, las zonas totalmente urbanizadas del área Barcelona y las grandes áreas verdes de los macizos del Garraf, Collserola y la sierra de Marina. 
En 1987 se constituyó una organización supramunicipal con el mismo nombre (Área Metropolitana de Barcelona) con competencias propias en cohesión, equilibrio territorial, vivienda, transporte y movilidad, ciclo del agua, residuos y medio ambiente. La institución fue renovada y regulada el 27 de julio de 2009, cuando el Parlamento de Cataluña aprobó por unanimidad la Ley 31/2010, del Área Metropolitana de Barcelona.

## Historia

### Antecedentes
Históricamente el Área Metropolitana de Barcelona fue administrada por la Corporación Metropolitana de Barcelona. Esta entidad se disolvió 1987 y sus competencias pasaron a manos de la Entidad Metropolitana del Transporte, la Entidad Metropolitana del Medio Ambiente y la Mancomunidad de Municipios del Área Metropolitana.
- Mancomunidad de Municipios: la integraban 31 municipios. Gestionaba las áreas comunes que afectaban a: espacios públicos, infraestructuras y vialidad, equipamientos, urbanismo y vivienda. Contaba con 3.059.016 habitantes y una extensión de 492,6 km².

- Entidad Metropolitana del Transporte: la integraban 18 municipios. Daba servicio a una población de 2 819 867 habitantes en una extensión de 334,6 km². Son los que forman un estricto continuo urbano con la capital. Creada para gestionar de forma conjunta los servicios de transporte público de viajeros en su ámbito territorial.

- Entidad del Medio Ambiente: la integraban 33 municipios. Daba servicio a una población de 3 161 812 habitantes en una extensión de 588 km². Encargada de gestionar los servicios hidráulicos y el tratamiento de residuos.

Mancomunidad de municipios.
Entidad Metropolitana del Transporte.
Entidad Metropolitana del Medio Ambiente.
Área metropolitana de Barcelona dentro del Ámbito metropolitano.

### Creación de la administración metropolitana (AMB)

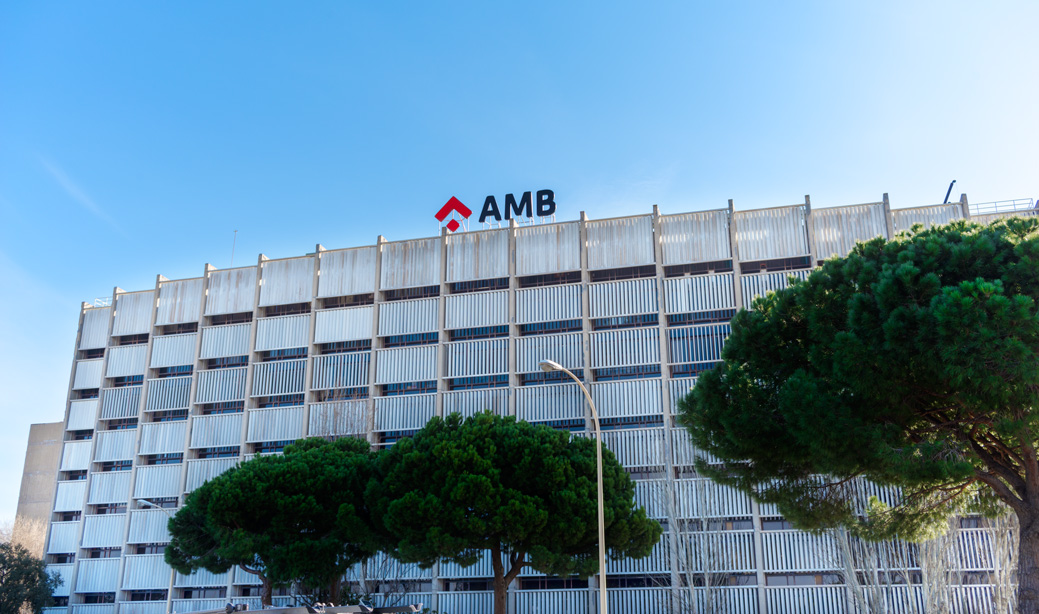
Oficinas del AMB.

La constitución oficial como administración pública se hizo en un Consejo Metropolitano extraordinario el 21 de julio de 2011, de acuerdo con la Ley 31/2010 aprobada el 27 de julio de 2010 por el Parlamento de Cataluña. El AMB sustituyó a las tres entidades metropolitanas vigentes hasta entonces (Mancomunidad de Municipios del Área Metropolitana de Barcelona, Entidad del Medio ambiente y Entidad Metropolitana del Transporte). con la voluntad de racionalizar y simplificar la gobernanza metropolitana. El Área metropolitana de Barcelona (AMB) es actualmente la administración pública del área metropolitana de Barcelona, una gran conurbación urbana formada por un total de 36 municipios, con una población de 3 239 337 habitantes (Idescat, 2014) y una extensión de 636 km².
Tiene competencias en ámbitos de cohesión social, planificación territorial y urbanismo, movilidad, transporte, gestión de residuos, suministro de agua, medio ambiente, vivienda social, infraestructuras y promoción económica del territorio metropolitano.

## Municipios integrantes (36)
| Ciudad                    | Comarca           | Habitantes | Área en km² |
| ------------------------- | ----------------- | ---------- | ----------- |
| Barcelona                 | Barcelonés        | 1 660 122  | 101,4       |
| Hospitalet de Llobregat   | Barcelonés        | 274 455    | 12,4        |
| Badalona                  | Barcelonés        | 225 957    | 21,2        |
| Santa Coloma de Gramanet  | Barcelonés        | 119 862    | 7,0         |
| San Cugat del Vallés      | Vallés Occidental | 97 530     | 48,2        |
| Cornellá de Llobregat     | Bajo Llobregat    | 90 303     | 7,0         |
| San Baudilio de Llobregat | Bajo Llobregat    | 83 919     | 21,5        |
| Castelldefels             | Bajo Llobregat    | 68 427     | 12,9        |
| Viladecans                | Bajo Llobregat    | 66 667     | 20,0        |
| El Prat de Llobregat      | Bajo Llobregat    | 65 516     | 48,2        |
| Sardañola del Vallés      | Vallés Occidental | 57 879     | 30,6        |
| Esplugas de Llobregat     | Bajo Llobregat    | 46 921     | 4,6         |
| Gavá                      | Bajo Llobregat    | 47 593     | 30,8        |
| San Feliu de Llobregat    | Bajo Llobregat    | 46 056     | 11,8        |
| Ripollet                  | Vallés Occidental | 39 269     | 4,3         |
| San Adrián de Besós       | Barcelonés        | 37 925     | 3,8         |
| Moncada y Reixach         | Vallés Occidental | 36 891     | 23,5        |
| San Juan Despí            | Bajo Llobregat    | 34 568     | 6,2         |
| Barberá del Vallés        | Vallés Occidental | 33 334     | 8,3         |
| San Vicente dels Horts    | Bajo Llobregat    | 30 768     | 9,1         |
| San Andrés de la Barca    | Bajo Llobregat    | 27 569     | 5,5         |
| Molins de Rey             | Bajo Llobregat    | 25 940     | 15,9        |
| San Justo Desvern         | Bajo Llobregat    | 18 670     | 7,8         |
| Corbera de Llobregat      | Bajo Llobregat    | 14 882     | 18,4        |
| Badia del Vallès          | Vallés Occidental | 13 415     | 0,9         |
| Castellbisbal             | Vallés Occidental | 12 539     | 31,0        |
| Montgat                   | Maresme           | 12 200     | 2,9         |
| Pallejá                   | Bajo Llobregat    | 11 622     | 8,3         |
| Cervelló                  | Bajo Llobregat    | 9 077      | 24,1        |
| Tiana                     | Maresme           | 8 945      | 8,0         |
| Santa Coloma de Cervelló  | Bajo Llobregat    | 8 268      | 7,5         |
| Begas                     | Bajo Llobregat    | 7 300      | 50,4        |
| Torrellas de Llobregat    | Bajo Llobregat    | 6 073      | 13,6        |
| El Papiol                 | Bajo Llobregat    | 4 172      | 9,0         |
| San Clemente de Llobregat | Bajo Llobregat    | 4 160      | 10,8        |
| La Palma de Cervelló      | Bajo Llobregat    | 2 992      | 5,5         |
| Total                     | zz                | 3 351 786  | 636,0       |

## Competencias

### Territoriales
El AMB tiene competencias en tres ámbitos: ordenación del territorio, urbanismo e infraestructuras de interés metropolitano.

#### Ordenación del territorio
- Participación en la formulación y tramitación del Plan territorial general de Cataluña.
- Participación en la redacción y el seguimiento de los planes territoriales parciales que afecten su ámbito y de los planes territoriales sectoriales que afecten sus competencias.
- Formulación de planes, cartas y programas de protección, gestión y ordenación del paisaje.

#### Urbanismo
- Ordenación urbanística integrada del territorio metropolitano mediante el Plan director urbanístico metropolitano (PDUM) y el Plan de ordenación urbanística metropolitano (POUM). La iniciativa de formulación y las aprobaciones inicial y provisional de ambos planes y de sus modificaciones posteriores corresponden al AMB.
- Participación en la Comisión de Urbanismo del Área Metropolitana de Barcelona.
- Formulación y aprobaciones inicial y provisional de los programas de actuación urbanística plurimunicipales.
- Formulación y aprobación de figuras de planeamiento derivado de interés metropolitano o que afecten varios municipios.
- Gestión urbanística del PDUM y el POUM, con carácter de administración competente y actuante.
- Protección de la legalidad urbanística por delegación de los municipios o sustitución de la competencia municipal. Ejercicio de la potestad sancionadora, cuando corresponda.
- Cooperación y asistencia técnica jurídica y económica a los municipios en materia de planificación, programas de actuación, proyectos y obras, y disciplina urbanística.

#### Infraestructuras de interés metropolitano
- Realización y gestión de infraestructuras vinculadas a la movilidad, los parques, las playas, los espacios naturales, los equipamientos, las dotaciones, las instalaciones y los servicios técnicos medioambientales y de abastecimiento.

### Transporte y movilidad
En el AMB se planifican y gestionan las redes de autobuses y otros medios de transporte público, excepto los tranvías.
Las competencias, además de la planificación y la gestión, son:
- El transporte público urbano colectivo de viajeros en superficie, excepto el del sistema tranviario
- Prestación de los servicios de metro y transporte público subterráneo de viajeros
- Ordenación del servicio de taxi
- Aprobación del Plan metropolitano de movilidad urbana. Definición de la red viaria básica metropolitana. Participación en la gestión del tránsito en esta red, conjuntamente con la Generalidad
- Ordenación y gestión del transporte de viajeros con finalidades culturales y turísticas, por delegación de los ayuntamientos
- Promoción del transporte sostenible
- Gestión de las rondas de Barcelona

### Medio ambiente y sostenibilidad
Ciclo del agua
- Suministro domiciliario de agua potable o abastecimiento de agua en baja.
- Saneamiento del agua captada para su utilización.
- Depuración de aguas residuales.
- Regeneración de aguas depuradas para otros usos como riegos o recargas de acuíferos.
- Coordinación de los sistemas municipales de saneamiento de aguas, en particular de la planificación y gestión integrada de la evacuación de aguas pluviales y residuales y de las redes de alcantarillado.
- Regulación de las tarifas correspondiente.

Residuos
- Tratamiento de los residuos municipales y de los procedentes de obras, incluidas su valorización (recuperación y reciclaje de papel, metal, plástico y otros materiales; obtención de energía y de compost...) y disposición (vertido controlado de los residuos no reciclables).
- Coordinación de los sistemas municipales de recogida.
- Selección de envases.
- Puntos verdes, en colaboración con los municipios.

Otras competencias
- Coordinación y formulación de un Plan de actuación metropolitano para la protección del medio ambiente, la salud y la biodiversidad, y de medidas de lucha contra el cambio climático y la formulación de una Agenda 21 metropolitana.
- Participación en la elaboración de mapas de capacidad acústica y mapas estratégicos de ruidos.
- Emisión de informes ambientales.
- Colaboración con los municipios en las políticas de ordenación ambiental.
- Promoción y gestión de instalaciones de energías renovables.

### Vivienda
El AMB ejerce las competencias en políticas de suelo y vivienda que establece la legislación urbanística. Lo hace por delegación de los municipios metropolitanos y para garantizar la solidaridad intermunicipal en estas actuaciones.
- El AMB define las políticas de suelo y vivienda, en el marco del Plan director urbanístico metropolitano, con el objetivo de garantizar la solidaridad intermunicipal en estas actuaciones y de hacer efectivo el derecho constitucional a la vivienda.
- Ejerce las competencias en materia de política de suelo y vivienda que establece la legislación urbanística, por delegación de los municipios metropolitanos.
- El AMB realiza tareas de ordenación territorial para destinar suelo a usos industriales y terciarios; impulsa promociones de vivienda asequible, y asume la construcción de los equipamientos públicos encargados por los municipios metropolitanos.
- Del mismo modo, la administración metropolitana ejerce las competencias en materia de vivienda que le reconocen las leyes y las que le son delegadas por convenio o por vía consorcial.

### Desarrollo económico
El AMB tiene por objetivo fomentar la actividad económica, el empleo y la creación de empresas en los campos de la industria, el comercio, los servicios y los recursos turísticos.
- Fomento de la actividad económica, el empleo y la creación de empresas en los campos de la industria, el comercio, los servicios y los recursos turísticos.
- Promoción de un Plan estratégico metropolitano para la modernización, la investigación y la innovación.

### Cohesión social
La cohesión social es uno de los objetivos de la creación del AMB y es el principio de base para definir las políticas de urbanismo, transporte, medio ambiente, infraestructuras y asistencia a los municipios metropolitanos.
El objetivo es conseguir un desarrollo metropolitano cohesionado y solidario, en el que los beneficios, y los costes, de vivir en el entorno metropolitano se distribuyan equitativamente entre sus habitantes, independientemente del municipio en el que puedan vivir.
Con este objetivo, a las competencias del AMB se añaden también las siguientes:
- Promoción de políticas plurimunicipales de fomento de la cohesión social y del equilibrio territorial.
- Participación en la Comisión de Seguridad del ámbito territorial metropolitano para fomentar políticas de convivencia ciudadana.

## Órganos de gobierno

Litoral del AMB.

Hay varios órganos de gobierno que facilitan la gestión de la AMB:
- Consejo Metropolitano: El Consejo Metropolitano es el máximo órgano de gobierno del AMB. Entre sus tareas está el nombramiento y cese de la presidencia del AMB; la aprobación del Plan de actuación metropolitano, que incluye los proyectos y servicios que desarrollará el AMB durante el mandato; la aprobación de las ordenanzas y de los reglamentos, así como la determinación de las tarifas de los servicios metropolitanos. Está integrado por 90 consejeros metropolitanos, que son a su vez concejales de las corporaciones municipales de los 36 ayuntamientos del Área metropolitana de Barcelona. El número de representantes de cada municipio se determina en proporción a su peso demográfico. Los 36 alcaldes son miembros natos del Consejo Metropolitano, además de los concejales designados por los Ayuntamientos, hasta llegar al número estipulado para cada municipio.
- Junta de Gobierno: La Junta de Gobierno es el órgano que asiste a la presidencia en el día a día de la administración metropolitana. Sus tareas son delegadas por el Consejo Metropolitano y por la presidencia, con el objetivo de garantizar la agilidad en la toma de decisiones y de facilitar el trabajo de la administración metropolitana. La integran la presidencia del AMB y los consejeros y consejeras metropolitanos nombrados por la presidència a propuesta del Consejo Metropolitano, y se reúne como mínimo dos veces al mes. Está formada por el presidente del consejo metropolitano y otros 13 consejeros metropolitanos, nombrados a propuesta del Consejo Metropolitano. Su actual presidente es Jaume Collboni, alcalde de Barcelona.
- Otros órganos de gobierno:
  - Presidencia: Dirige el gobierno y la administración metropolitana.
  - Vicepresidencia ejecutiva: Coordina la acción del gobierno y el desarrollo de los proyectos.
  - Vicepresidencias: Sustituyen la presidencia en los casos determinados por la ley.
  - Consejo de Alcaldes: Órgano que integra los alcaldes de los treinta y seis municipios metropolitanos.
  - Comisión Especial de Cuentas: Organismo encargado del control de la gestión económica de la AMB.
  - Grupos políticos metropolitanos: Familias ideológicas en que se organizan los consejeros y consejeras metropolitanos.

## Elecciones municipales 2023
| Municipio                 | PSC      | ERC   | CatC   | JxCat | CUP   | PPC   | Vox   | Alcalde electo    | Alcalde electo |      |               |  |
| ------------------------- | -------- | ----- | ------ | ----- | ----- | ----- | ----- | ----------------- | -------------- | ---- | ------------- |  |
| Municipio                 | Badalona | 14,62 | 7,61   | 6,96  | 4,79  | 6,08  | 55,73 | Alcalde electo    | Alcalde electo | 1,35 | Xavier García |  |
| Badia del Vallès          | 51,15    | 6,79  | 12,95  | 4,07  | -     | 8,28  | 10,4  | María Menor       |                |      |               |  |
| Barberá del Vallés        | 29,41    | 9,26  | 8,62   | 3,45  | 5,08  | 8,39  | 6,98  | Javier Garcés     |                |      |               |  |
| Barcelona                 | 19,79    | 11,22 | 19,77  | 22,42 | 3,8   | 9,21  | 5,7   | Jaume Collboni    |                |      |               |  |
| Begas                     | 16,11    | 14,58 | 13,.19 | 34,34 | 8,88  | 7,04  | 3,33  | Mercè Esteve      |                |      |               |  |
| Castellbisbal             | 24,77    | 7,59  | 28,94  | 9,89  | 3,3   | -     | 5,96  | Dolors Conde      |                |      |               |  |
| Castelldefels             | 15,19    | 8,21  | 10,62  | 5,02  | -     | 42,11 | 3,64  | Manuel Reyes      |                |      |               |  |
| Sardañola del Vallés      | 46,63    | 13,44 | 6,15   | 6,08  | 6,35  | 7,71  | 5,83  | Carlos Cordón     |                |      |               |  |
| Cervelló                  | 40,16    | 34,54 | 2,8    | 4,69  | -     | -     | 6,77  | Ignacio Aparicio  |                |      |               |  |
| Corbera de Llobregat      | 36,33    | 12,69 | 4,32   | 9,61  | 9,21  | 5,16  | 4,41  | Rosa Boladeras    |                |      |               |  |
| Cornellá de Llobregat     | 43,39    | 12,92 | 10,02  | 3,13  | 3,24  | 9,62  | 8,37  | Antonio Balmón    |                |      |               |  |
| Esplugas de Llobregat     | 43,65    | 13,36 | 9,73   | 6,75  | -     | 13,17 | 6,17  | Pilar Díaz        |                |      |               |  |
| Gavá                      | 40,06    | 15,84 | 8,22   | 6,86  | -     | 13,27 | 8,02  | Gemma Badia       |                |      |               |  |
| Hospitalet de Llobregat   | 38,39    | 12,77 | 9,82   | 3,72  | 2,27  | 12,02 | 10,27 | Núria Marín       |                |      |               |  |
| Molins de Rey             | 34,81    | 21,53 | 9,35   | 6,29  | -     | 3,91  | 3,86  | Xavi Paz          |                |      |               |  |
| Moncada y Reixach         | 28,65    | 17,76 | 22,25  | 4,71  | -     | 8,04  | 6,88  | Bartolomé Egea    |                |      |               |  |
| Montgat                   | 20,97    | 21,48 | 12,5   | 16,5  | -     | -     | -     | Andreu Absil      |                |      |               |  |
| Pallejá                   | 22,0     | 9,9   | 39,92  | 5,78  | -     | 4,84  | 2,62  | Ascensión Ratia   |                |      |               |  |
| La Palma de Cervelló      | 10,39    | 19,6  | 11,12  | 55,36 | -     | -     | -     | Ana Pascual       |                |      |               |  |
| El Papiol                 | 34,45    | 9,9   | -      | 45,1  | 7,79  | -     | -     | Jordi Bou         |                |      |               |  |
| El Prat de Llobregat      | 22,06    | 10,1  | 32,0   | 6,22  | -     | 7,95  | 7,28  | Lluís Mijoler     |                |      |               |  |
| Ripollet                  | 38,53    | 8,64  | 25,13  | 3,07  | -     | 6,57  | 9,51  | Luis Tirado       |                |      |               |  |
| San Adrián de Besós       | 43,31    | 14,72 | 7,94   | 3,14  | -     | 13,26 | 10,17 | Filo Cañete       |                |      |               |  |
| San Andrés de la Barca    | 27,79    | 40,22 | 5,11   | 1,71  | -     | 5,99  | 9,41  | Marc Giribet      |                |      |               |  |
| San Baudilio de Llobregat | 48,43    | 11,78 | 6,27   | 4,2   | 2,34  | 8,01  | 7,52  | Lluïsa Moret      |                |      |               |  |
| San Clemente de Llobregat | 36,91    | 13,72 | -      | 42,07 | -     | 2,47  | -     | Isidre Sierra     |                |      |               |  |
| San Cugat del Vallés      | 11,18    | 12,37 | 5,89   | 28,21 | 8,75  | 6,24  | 10,61 | Josep Vallès      |                |      |               |  |
| San Feliu de Llobregat    | 33,33    | 16,77 | 14,54  | 8,27  | -     | 8,81  | 6,97  | Lourdes Borrell   |                |      |               |  |
| San Juan Despí            | 49,23    | 10,87 | 12,45  | 5,74  | -     | 6,35  | 6,09  | Belén García      |                |      |               |  |
| San Justo Desvern         | 39,45    | 8,68  | 8,43   | 9,93  | -     | 7,27  | 5,4   | Joan Basagañas    |                |      |               |  |
| San Vicente dels Horts    | 35,47    | 31,62 | 8,7    | 4,75  | -     | 4,12  | 8,64  | Miguel Comino     |                |      |               |  |
| Santa Coloma de Cervelló  | 32,95    | 31,82 | 18,18  | 5,42  | -     | 4,72  | 4,59  | Anna Martínez     |                |      |               |  |
| Santa Coloma de Gramanet  | 51,34    | 14,9  | 4,84   | 1,26  | 2,61  | 6,74  | 6,62  | Nuria Parlón      |                |      |               |  |
| Tiana                     | 17,84    | 7,64  | -      | 9,74  | 51,8  | 8,36  | -     | Isaac Salvatierra |                |      |               |  |
| Torrellas de Llobregat    | 15,81    | 16,24 | -      | 30,85 | 34,57 | -     | -     | Joan Juncà        |                |      |               |  |
| Viladecans                | 38,12    | 19,04 | 8,44   | 3,39  | -     | 10,69 | 9,89  | Carles Ruiz       |                |      |               |  |
| Área Metropolitana        | 32,01    | 15,28 | 12,65  | 11,84 | 10,60 | 10,53 | 6,77  |                   |                |      |               |  |

## Principales proyectos metropolitanos

### Aeropuerto

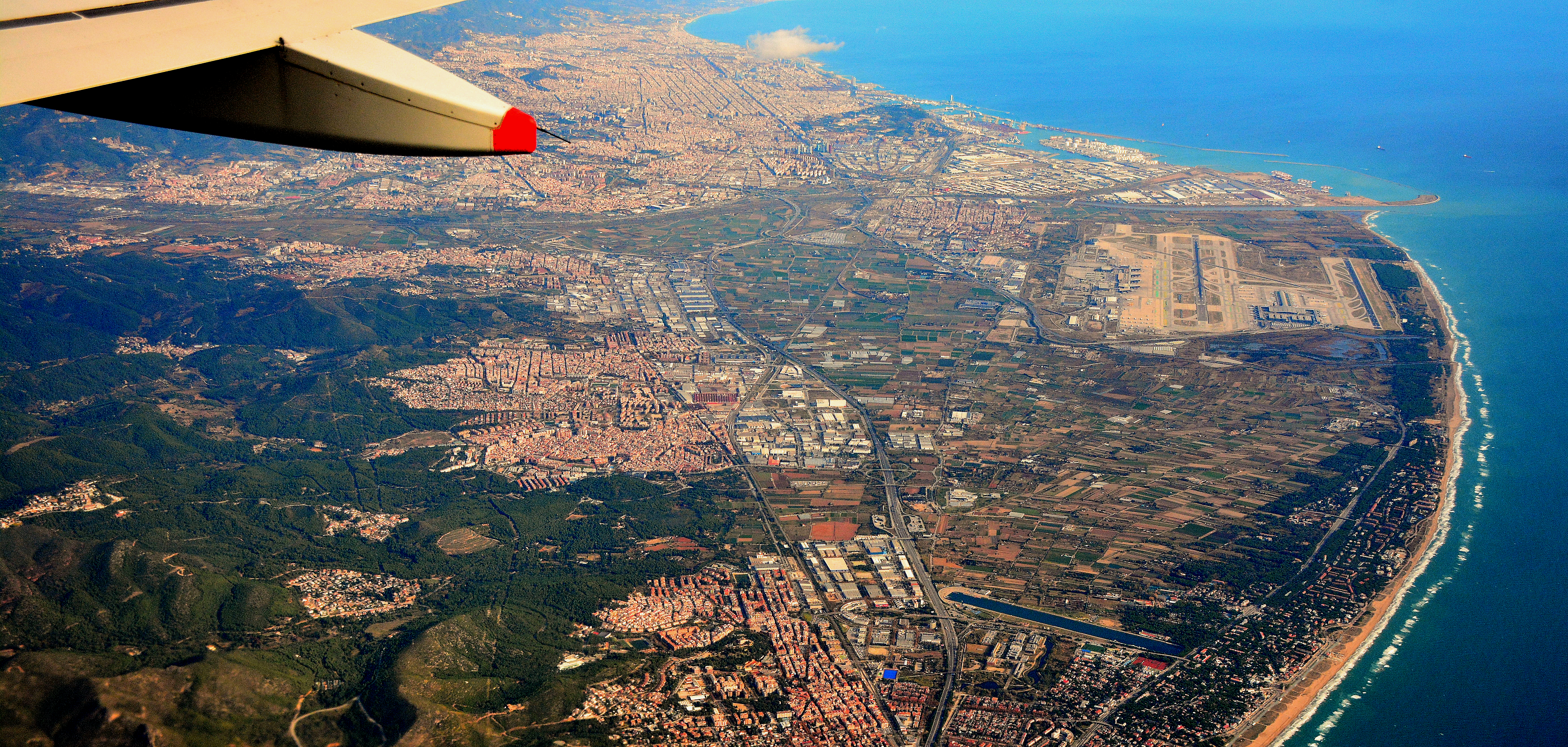
Vista aérea del suroeste del área metropolitana, con el aeropuerto del Prat en la derecha de la imagen.

El aeropuerto de Barcelona se encuentra en plena ampliación y remodelación. Se ha puesto en servicio la tercera pista y ha entrado en funcionamiento la nueva torre de control. La Terminal Sur está en servicio desde el año 2008. Se está trabajando a su vez en la nueva ciudad aeroportuaria, la nueva terminal de carga, así como en los nuevos viales de conexión y en las infraestructuras ferroviarias que lo conectarán con Barcelona. El aeropuerto, que en el año 2006 superó los 30 millones de pasajeros, podrá asumir un tráfico de 55 millones de pasajeros al año una vez las obras finalicen. Será como una ciudad de 40 000 habitantes que atenderá directamente a más de 150 000 pasajeros al día, 80 000 de ellos en la nueva Terminal 1.

### Puerto
Una vez acabada su ampliación en 2011[actualizar] habrá doblado tanto su superficie como sus infraestructuras, lo que a su vez permitirá duplicar el tráfico de mercancías. Uno de sus principales atractivos será la intermodalidad a través de los nuevos accesos viarios y ferroviarios, la llegada del ancho de vía europeo y la proximidad al aeropuerto (3 km). A pesar de que la primera piedra de la ampliación se colocó en el 2001, con el objeto de desviar el cauce del río Llobregat 3 km hacia el sur, el colosal tamaño de la infraestructura supone que el estado de las obras aún diste del aspecto que tendrá a su finalización.

### Distrito económico Gran Vía
Entre los municipios de Barcelona y Hospitalet de Llobregat se encuentra la que es la tercera operación más relevante de Cataluña en techo edificable (1,5 millones de m²). En ese entorno atravesado por la soterrada Gran Vía y deprimida el resto (2000 metros), se ubican:
- El Hotel Hesperia Tower, el segundo más alto de Barcelona (ya en funcionamiento)
- La ciudad judicial más grande del mundo,[cita requerida] diseñada por David Chipperfield. Tiene 11 edificios de vidrio reflectante de entre 40 y 72 metros de altura
- El segundo recinto ferial más grande de Europa, Fira Gran Vía M2, que se encuentra a 2,5 km del actual recinto ferial de Montjuïc y que consolida la gran expansión de Feria de Barcelona
- La Plaza de Europa, un centro direccional de 335 000 m² de techo con 17 edificios de entre 15 y 20 plantas.

### Sincrotrón
El sincrotrón de Sardañola del Vallés (ALBA) fue inaugurada en 2010 por el presidente de España, José Luis Rodríguez Zapatero; así como el presidente de la Generalidad de Cataluña, José Montilla. Los sincrotrones son aceleradores de partículas que producen una luz muy pura, capaz de penetrar en la materia, por lo que son una herramienta fundamental en el análisis de moléculas. Tienen aplicaciones en ámbitos como biología, ingeniería, biotecnología y nanotecnología. Los gobiernos central y autonómico firmaron un convenio en marzo de 2005 en el que se comprometen a asumir a partes iguales el coste de la operación, que será de 170 millones de euros. Las obras dieron comienzo en octubre del 2006.

### Parque de Investigación Biomédica
El Parque de Investigación Biomédica de Barcelona (prbb) es una infraestructura científica en marcha de los 80 grupos de investigación independientes, integrados por más de 1000 personas. Es centro especializado en: 
- Informática biomédica y biología de sistemas
- Regulación génica y epigenética
- Biología celular y desarrollo
- Farmacología y Patofisiología clínica
- Genética humana y biología de la evolución
- Epidemiología y salud pública

El prbb, que ha sido financiado por la Unión Europea, tiene como propósitos generar conocimientos de alto nivel para descifrar la base genética y molecular de la vida y ayudar a solucionar los problemas de salud emergentes.

### Frente marítimo
Para el año 2008, Barcelona, San Adrián de Besós y Badalona habrán regenerado y transformado todo su frente marítimo. Habrán transcurrido veinte años desde que las excavadoras empezaran a derruir la barrera industrial que separaba la ciudad del mar. Los Juegos Olímpicos dieron ese primer impulso. Y doce años más tarde fue el Fórum Universal de las Culturas el que ofreció otro impulso transformador. Finalmente, ya son muy pocas las obras pendientes, todas ya en ejecución. Se habrán recuperado para uso y disfrute de ciudadanos y turistas 10 kilómetros de playas; se habrán construido cuatro puertos deportivos, el zoo marino y un buen número de parques e instalaciones deportivas a lo largo del frente marítimo.

### AVE
El 20 de febrero de 2008, se puso en circulación el primer tren AVE comercial para pasajeros (línea Madrid-Guadalajara-Calatayud-Zaragoza-Lérida-Tarragona-Barcelona) con destino final en la estación de Sants.
La ciudad proyecta la construcción de dos grandes estaciones intermodales interconectadas a través de un túnel subterráneo que cruzará la ciudad, la Estación de Sants, que absorberá el tráfico hacia el sur, y la estación de la Sagrera, que hará lo propio hacia el norte y será la "puerta de Europa" por el Mediterráneo.
Barcelona se conectó con Gerona y Figueras en enero de 2013 y, a partir del 15 de diciembre de 2013, se enlazó con París con dos conexiones diarias en cada sentido.

### Línea Orbital Ferroviaria
La nueva Línea Orbital Ferroviaria es una actuación estratégica que tiene como objetivo potenciar el transporte ferroviario rompiendo la radialidad comunicativa en la región metropolitana que tiene como eje la ciudad de Barcelona y contribuir a la vertebración del territorio. De acuerdo con el trazado propuesto, la nueva línea contará con un total de 106 kilómetros, de los cuales 51 ya son operativos. Unirá 25 estaciones entre Villanueva y Geltrú y Mataró, 17 de las cuales ya están construidas.[cita requerida]

### Línea 9 del Metro
La línea 9 del Metro de Barcelona será la línea subterránea más larga de Europa con 47,8 kilómetros y 52 estaciones, 20 de ellas intermodales. Todas las estaciones estarán adaptadas para discapacitados. El primer tramo entró en servicio en 2009 y está previsto que se finalice la totalidad de la línea el 2022. Cuando esté a pleno rendimiento se prevé que la utilizarán 130 millones de pasajeros al año, conectando los municipios de Badalona, Santa Coloma de Gramanet, Barcelona, Hospitalet de Llobregat y El Prat de Llobregat. Tendrá una estación en cada una de las dos terminales del Aeropuerto de Barcelona.

### Bicicleta eléctrica
El Área Metropolitana de Barcelona (AMB) ha anunciado un plan de apoyo a la bicicleta para el transporte urbano, que incluye una subvención de 250 euros para quien compre una bicicleta eléctrica.